# Den norske sprogstrid
Den norske sprogstrid er betegnelsen på konflikten mellem de fire forskellige skriftssprogsnormer i Norge: Riksmål, bokmål, nynorsk og høgnorsk. 
Efter at Norge i 1814 ikke længere var i union med Danmark, begyndte nordmændene efterhånden at diskutere, om de skulle fravige det danske skriftsprog, som siden reformationen havde været enerådende i landet. I løbet af 1800-tallet opstod der to konkurrerende udgaver af norsk skriftsprog. Riksmål (til 1907 rigsmål) betegnede fra 1800-tallet efter dansk forbillede det danske skriftsprog i Norge, der indtil en meget moderat retskrivningsreform i 1907 var identisk med dansk. Riksmål blev fra 1907 reformeret gennem en gradvis fornorskning af det danske skriftsprog på basis af den dannede dagligtale, hvilket vil sige det dannede byborgerskabs talesprog i de østnorske købstæder samt Bergen og Trondhjem (Trondheim). Landsmål (senere omdøbt til nynorsk) var det skriftsprog digteren og sprogforskeren Ivar Aasen skabte på basis af primært vestnorske dialekter. 
Begge varianter findes i dag også i to uofficielle og mere konservative udgaver: Moderne riksmål, der ligger tættere på dansk end officielt bokmål, samt høgnorsk, der står fast på Ivar Aasens oprindelige ideal om at basere norsk på de mest "oprindelige" dialekter i Vestlandet og de østnorske fjeldbygder, og ikke acceptere senere tillempninger af nynorsk til talesproget i det øvrige Norge. Disse fire sprogvarianter afspejler ideologiske og socioøkonomiske interesseforskelle i det norske samfund og har siden midten af 1800-tallet stået i skarp modsætning til hinanden. Den norske uddannede elite med embedsmænd og byborgere havde tilegnet sig dansk med norsk udtale som modersmål senest fra 1700-tallet, og den danske sprogtradition i Norge er derfor tæt knyttet til middel- og overklassen, som stod i kontrast til landbobefolkningens og arbejdernes dia- og sociolekter. Kampen mellem de fire målformers respektive tilhængere har således omfattet alt fra stortingsbeslutninger til bogafbrænding. 

## Historie

### Fra 1885 til 1972
I 1885 blev landsmål (nynorsk) principielt ligestillet med dansk, og i 1907 ændredes det danske sprog i Norge officielt til riksmål ved en meget moderat retskrivningsreform. Den første sprogstrid gjaldt på den ene side landsmåls ret til at blive regnet som fuldt ligeværdigt samfundsbærende sprog, og på den anden side modstanden fra byborgerskabet og befolkningen i hovedparten af Øst- og Nordnorge mod landsmålsbevægelsens mål om at gøre deres sprog til Norges eneste skriftsprog. Spørgsmålet blev aktuelt omkring 1900, da stadig flere bygder og byer valgte landsmål som undervisningssprog i skolerne. Agitationen fra landsmålsforeningen Noregs Mållag motiverede fremkomsten af Riksmålsforbundet i 1907. Efter 1929, da skriftsprogene omdøbtes til de mere neutrale betegnelser bokmål og nynorsk, har der ikke på samme måde været sat spørgsmålstegn ved nynorskens eksistensberettigelse og nynorsktilhængerne opgav efterhånden også at fortrænge bokmål. Til gengæld udbrød der er hadsk sprogstrid vedrørende spørgsmålene om, hvor meget retskrivningsnormen for bokmålet skulle tilpasses til det folkelige talesprog, og i hvilket omfang de to målformer skulle tilnærmes og forenes til et skriftsprog – samnorsk.
Denne tanke blev promoveret af det regerende Arbeiderpartiet og blev søgt realiseret med retskrivningsreformen af 1938. På grund af den tyske besættelse i 1940 vakte den i første omgang ikke den store debat, men da staten i 1952 oprettede Norsk Språknemd med det formål at arbejde for en tilnærmelse af bokmål og nynorsk ”på norsk folkemåls grund”, kom der en kraftig modreaktion fra Riksmålsforbundet, som udgav en konservativ ordliste som alternativ till retskrivningen fra 1938. I 1953 grundlagdes Det Norske Akademi for Sprog og Litteratur af en gruppe forfattere og intellektuelle, med det formål at modvirke den stilistiske forarmelse som de mente, at tilnærmelsen mellem de to skriftsprog indebar. Dermed fastlagde de skillelinjerne for en række konflikter, som ikke blev bilagt før en statlig ”sprogfredskomité” i 1960'erne reviderede samnorsk-linjen og oprettede et nyt Norsk Språkråd i 1972, hvor også Riksmålsforbundet blev repræsenteret. Et af de primære stridsæbler var spørgsmålet om, hvilken retstavning skolernes lærebøger skulle følge. 
Da den første såkaldte ”lærebognormal” blev udsendt af Språknemden i 1959, vakte det debat og fremkaldte omfattende protester fra kulturkonservative kredse. Mange forældre overstregede de nye sprogformer i deres børns lærebøger og erstattede dem med konservative former. Mens nogle forældreforeninger i Oslo organiserede bogbål og brændte de nye skolebøger og indsamlede penge til trykning af nye. En gruppe forfattere brød ud af Norges forfatterforening, da de ikke mente, den sikrede sine medlemmers interesser, fordi den ikke bekæmpede de statlige forsøg på sprogstyring.
Liberaliseringen af sprognormen indebar, at træk fra talesproget ("vulgærsproget") indførtes i skriftsproget. For Riksmålsforbundet og dets allierede, som byggede deres kulturkamp på det dannede talesprogs overlegenhed, oplevedes ordformer som språk i stedet for sprog, snø i stedet for sne og frem for alt bøjningsformer som snakka i stedet for snakket og boka i stedet for boken som vulgære. Man protesterede særligt mod, at gamle danskprægede former som vann og frem skulle "udryddes".

### Senere reformer og nutidig sprogdebat
I de nyeste retstavningsreformer fra 1981 og 2005 har man indført flere varianter af stavnings- og bøjningsformer i ordbøgerne. Norske skribenter kan således vælge deres egen stilistiske linje og anvende mere eller mindre moderate og radikale udgaver af bokmål og nynorsk. Reformen af bokmål i 2005 afskaffede også hovedformer og biformer, så alle ord har samme status. Samtidig genindførte den en række klassiske danskprægede former, hvilket har gjort skellet mellem bokmål og riksmål meget lille.
I dag er den måske mest højlydte, men mindst indflydelserige sprogstrid den, som dagligt foregår i de norske skoler, hvor alle elever skal have undervisning og skrivetræning i "sidemålet". Nynorsk er upopulært blandt mange norske unge med bokmål som hovedsprog (og kaldes af nogle for "spynorsk"). Særligt partiet Høyres ungdomsorganisation har ofte agiteret mod nynorsk.
Den norske sprogstrid raser ikke lige så hedt som før, men inden for en overskuelig fremtid vedbliver sprogsituationen i Norge med at være opsplittet. Kombattanterne er næsten lige så mange som sprogvarianterne:
- Noregs Mållag, som kæmper for udvidet brug af nynorsk.
- Riksmålsforbundet, som ønsker de uofficielle danskprægede ord genindført i bokmål, der også skal renses for nynorskprægede ord fra samnorsk-perioden.
- Landslaget for språklig samling, som fortsat arbejder for at skabe et fælles norsk skriftsprog.
- Ivar Aasen-sambandet, som vil udbrede "høgnorsk" efter Aasens oprindelige retskrivning.
- Bokmålsforbundet, som ønsker nynorsk afskaffet og særligt bekæmper brugen af det i skolernes modersmålsundervisning
- Språkrådet, som forsøger at skabe kompromiser mellem ovenstående synpunkter.